# 亀田和毅
亀田 和毅（かめだ ともき、1991年7月12日 - ）は、日本のプロボクサー。大阪府大阪市西成区天下茶屋出身。TMK GYM所属。元WBO世界バンタム級王者。元WBC世界スーパーバンタム級暫定王者。世界2階級制覇王者。
既婚。2児の父。アローズエンタテインメントとマネジメント契約を結んでおり、トレーナーを以前はイスマエル・サラスが担当していたが、2017年より兄の亀田興毅、2021年からは西山一志、2022年からは武本在樹に代わった。

## 来歴

### 日本でのアマチュアデビュー断念
2005年に兄の亀田興毅の協栄ジムへの移籍に伴い、大阪から東京に転居。東京都葛飾区に本拠地を置いて練習を行っていた。2007年4月からは2人の兄と同様、高校には進学せず2007年5月に行われる全日本実業団選手権でアマチュアデビューし、プロライセンスが取得できる17歳になり次第プロに転向する予定であった。しかし2007年3月7日、「髪型の前髪は眉毛まで、後ろ髪はうなじまでとの規則に違反」「（テレビ番組出演などが）アマ資格に抵触する可能性がある」として、日本アマチュアボクシング連盟（JABF）ルールに則り、アマチュアのリングに上がれない可能性がある旨を、日本アマチュアボクシング連盟が亀田側に通達したとの報道があった。これに対し、和毅は「勝ち続けることで特例で北京五輪に出たる」と語ったが、父親でありトレーナーの亀田史郎は「違反のルールも曖昧。頭髪も社会人らしくないとムチャクチャ言いよる」「好き嫌いで亀田を排除しようとしているとしか思えん」とコメント。和毅を日本国外でデビューさせる意向を示した。2007年3月14日、天下茶屋中学校を卒業。
2008年の北京オリンピックボクシング競技を目指していたが、予選の段階で17歳以上という年齢制限があったため、この資格を満たさない和毅の出場は不可能となった。

### メキシコ武者修行へ
メキシコ武者修行に旅立った和毅は2007年8月10日、メキシコのパンチョロサレスジムにて、WBCミニマム級25位のホブ・ソラーノとスパーリングしたが苦戦しリングを降りた。9月8日、メキシコで行われたアマチュア大会グアンテス・デ・オロ、バンタム級リーグ戦（少年の部）の3戦目で、ギゼルモ・トレロと対戦。判定負けの裁定を受けたが再審議が行われ、無効試合となった。同4戦目では、エクトル・モラレスに判定負けをしたが、この試合もまた疑惑の判定として無効試合とされている。この大会では亀田の試合以外でも疑惑の判定が多く、大会運営側が審判団と協議し数試合の判定を無効とする採決が下された。結果、決勝まで勝ち進むものの、レイ・バルガスに判定負けで優勝はならなかった。
この大会途中で一旦帰国した和毅に対し、日本のメディアは、「土つかずの4連勝」「無敗の遠征凱旋」「相手を圧倒」などと報じたほか、参加大会を「ゴールデングローブ」としていた（「グアンテス・デ・オロ」はスペイン語で「金の手袋」、英語で「ゴールデングローブ」の意味）。

### プロボクシング
2008年11月21日、メキシコでプロデビュー戦を行い、アレハンドロ・モレノ（メキシコ）と対戦し、2R2分8秒KO勝ちを収めた。当初のニックネームは「エルメヒカニート」
2008年12月8日、国内デビュー戦を行い、アドリアン・ラミレス（メキシコ）と対戦し、2R1分33秒KO勝ちを収めた。
2009年5月30日、初の日本人選手との対戦となった雲林龍広（勝又）に4回42秒TKO勝ちを収めた。
2009年9月5日、長兄・興毅の前座試合でヘスス・ペリバン（メキシコ）と対戦し、3回2分TKO勝ちを収め、デビュー以来10連勝となった。
2010年1月16日、メキシコ・ゴメスパラシオで空位のFECARBOXバンタム級王座をロドルフォ・ガライ（メキシコ）と争い、2Rに続けて3Rにもダウンを奪い、この回KO勝利を収めて同王座を獲得した。
2010年4月30日、メキシコ・マサトランでナルシソ・ララ（メキシコ）と対戦し、3R1分36秒TKO勝ちを収め王座の初防衛に成功した。
2010年5月29日、メキシコ・グアダラハラで空位のCABOFEバンタム級王座をハビエル・ロドリゲス（メキシコ）と争い、3-0（99-91、98-92が2者）の判定勝利で王座を獲得した。
2010年7月10日、メキシコ・グアダラハラで空位のWBCユース・インターコンチネンタルスーパーバンタム級王座決定戦でアルツロ・カマルゴ（メキシコ）と対戦し、3-0の判定勝ちで王座を獲得した。
2010年8月28日、メキシコ・マサトランでWBC世界バンタム級ユース王者シュテファーヌ・ジャモエ（ベルギー）に挑戦。10回を戦い抜き、10回1-1（96-95、96-96、95-96）の三者三様引き分けとなったものの、採点の集計ミスがあったとして10回2-1（2者が96-95、95-96）の判定勝ちに変更され、王座を獲得した。
2010年12月26日、1年1か月ぶりの日本のリングとなった兄2人によるダブル世界戦の前座試合で、タイ・バンタム級10位ピチッチャイ・ツインジム（タイ）と対戦し、5度のダウンを奪った上で3R2分12秒TKO勝ち。プロデビュー以来17連勝となった。
2011年2月19日、メキシコ・プエルトバジャルタで空位のNABF北米バンタム級王座をヘルマン・メラス（メキシコ）と争い、初の12回戦を戦い抜き、3-0（119-109が2者、119-110）大差判定で5冠目となる王座を獲得した。
2011年5月7日、初となる地元・大阪にて長兄・興毅の世界戦の前座試合で、WBCインターコンチネンタルスーパーフライ級ユース王者ネイサン・ボルシオ（フィリピン）と対戦し、3-0（100-90が2者、100-91）の3者フルマークとなる判定で勝利。
2011年7月8日、福岡でボーイ・ドンディー・プマール（フィリピン）と対戦し、10回3-0（2者が99−93、98−93）の判定で勝利し王座防衛に成功。なお、JBCでは同年よりユース王座が解禁されており、この試合と前座の黒木優子 vs ノンキャット・ロングレーンギーラコンケーン（タイ）のWBCユース女子アトム級王座決定戦が解禁後初のタイトルマッチとなった。
2012年4月26日、メキシコシティにおいて、前WBCバンタム級シルバー王者アブネル・マレスの王座返上に伴って設置されたWBCシルバー・同級王座決定戦にてハイロ・エルナンデス（メキシコ）に10回終了TKO勝ちを収めて、王座を獲得した。尚、保持していたWBCユース王座はこの試合後に返上した。
その後、WBC世界スーパーフライ級王者佐藤洋太（協栄）に挑戦するため、メキシコでの開催を条件に佐藤陣営にオファーしたものの、協栄側は日本での開催を希望したため、交渉は決裂した。
2012年12月4日、大阪にて長兄・興毅の世界戦の前座試合で、フィリピン・バンタム級5位のレイ・ラス・ピーニャス（フィリピン）と対戦し4回1分23秒KO勝ちを収めた。
2013年3月9日、横浜文化体育館にて長兄・興毅と対戦経験があるノルディ・マナカネ（インドネシア）と対戦し6回36秒KO勝ちを収めた。

#### WBO世界バンタム級王座獲得
2013年8月1日、セブ市のウォーターフロント・セブシティ・ホテル＆カジノにてWBO世界バンタム級王者パウルス・アムブンダ（ナミビア）と対戦し、12回3-0（118-110、116-112、117-111）の判定勝ちで王座を獲得した。史上初の3兄弟世界王者となり、ギネス世界記録に認定された。また、日本人選手として初めてのWBO世界王者となった。さらに1992年4月10日にメキシコで平仲明信がWBA世界ジュニアウェルター級（当時）王座を奪取して以来続いていたJBCライセンスを保持する日本人男子選手による海外での世界王座挑戦失敗を41で止めた（その間JBC管轄外では2013年3月30日に高山勝成がメキシコでIBFミニマム級王座を獲得）。
2013年12月3日、大阪府立体育会館で前王者のオプション挑戦者で同級6位のイマヌエル・ナイジャラ（ナミビア）と対戦し、3-0で初防衛に成功した。
2014年2月6日、JBC職員が亀田興毅、和毅らに監禁や暴行をされたと主張し、1000万円の損害賠償を求める訴訟を東京地方裁判所に提訴したが、後に暴行監禁の事実はなかったことが明らかになり亀田側の勝訴が確定した（詳細は#JBC職員からの虚偽提訴参照）

#### JBCライセンス失効・アメリカへ
2014年2月7日、JBCは2013年12月3日に大阪府立体育会館で行われた、兄・亀田大毅のWBA・IBF世界スーパーフライ級統一タイトルマッチにおける「負けても王座保持問題」（詳細は#プロボクシング参照）に関する処分について記者会見を開き、吉井慎次会長の持つクラブオーナーライセンスと嶋聡マネージャーのマネージャーライセンスの更新を認めないと発表した。この処分で亀田ジムは活動停止となり、興行を開催できないだけでなく、選手のライセンスはジムを通してしか申請出来ない為、亀田興毅、大毅、和毅が保持するボクサーライセンスも実質的に失効となり、事実上の追放処分となった。この処分はジムオーナー、マネージャーへのものであり、選手には他のジムへ移籍する事で国内で活動する道が残された。
2014年7月12日、MGMグランド・ガーデン・アリーナで、当初は同年5月10日に予定されていたが、興行主の現地プロモーターの都合で延期となった元WBO世界バンタム級王者でWBO世界バンタム級1位のプンルアン・ソー・シンユーと指名試合を行い、左ボディで7回1分35秒KO勝ちを収め2度目の防衛に成功した。7月14日、WBOの2014年7月の月間優秀選手に選出された。
2014年7月17日、WBOが亀田和毅にWBO世界バンタム級暫定王者アレハンドロ・エルナンデスと団体内王座統一戦に向けた対戦交渉を行うよう指令を出した。交渉期限は30日間で、交渉期限内に交渉がまとまらなければ入札になるとのこと。
2014年7月25日、エルナンデス陣営が亀田陣営との接触が出来ない為、亀田和毅とアレハンドロ・エルナンデスとの間で行われるWBO世界バンタム級団体内王座統一戦の入札を行うよう要求された。
2014年7月29日、JBCはランキング委員会を開き、海外遠征届を提出せずに渡米しプンルアン戦に臨んだ亀田和毅をJBC管轄下の日本のジムに所属する世界王者とは見なさないことを報告、JBCの浦谷信彰事務局長代行は「今後はJBCの管轄を離れ、海外で独自の道を行くものと判断した」と語った。
2014年8月8日、WBO世界バンタム級団体内王座統一戦の入札が行われ、アル・ヘイモンとレオン・マルグスが友好関係にあることから亀田陣営を代表して参加したウォリアーズ・ボクシングが60万3000ドル（約6150万円）を提示し、エルナンデスを擁するオールスター・ボクシングが提示した15万1000ドル（約1540万円）を大きく上回った為、亀田陣営が興行権を落札した。WBO規定でファイトマネーの配分は王者が80%、挑戦者が20%（12万6000ドル）となる為、亀田和毅の報酬は48万2400ドル（約4920万円）に達する。
2014年11月1日、シカゴのUICパビリオンにてアンドルー・フォンファラ対ドゥドゥ・ヌグンブの前座でWBO世界バンタム級暫定王者アレハンドロ・エルナンデスと対戦し、12回2-1（2者が115-113、113-115）の判定勝ちを収め団体内王座統一による3度目の防衛に成功した。
2015年5月9日、テキサス州ヒダルゴ郡イダルゴのステート・ファーム・アリーナにて、オマール・フィゲロア対リッキー・バーンズの前座でWBA世界バンタム級王者ジェイミー・マクドネルと王座統一戦で対戦する予定だったが、同年4月21日にWBOが、WBA世界バンタム級スーパー王者のファン・カルロス・パヤノがマクドネルより上位の王者として在位していることを理由にジェイミー・マクドネル対亀田和毅戦をWBA・WBO世界バンタム級王座統一戦とは認めないと発表し、試合を強行した場合は亀田和毅のWBO王座剥奪も辞さないと警告した。その結果、亀田は同年4月24日にWBO世界バンタム級王座を返上した為、試合はマクドネルの持つWBA世界バンタム級王座に亀田和毅が挑戦する形で行われた。3回にマクドネルからダウンを奪うが、5回からマクドネルの反撃が開始すると体格で劣る亀田は劣勢に立たされた試合展開を挽回することが出来ず、12回0-3（3者とも113-114）の判定負けを喫しWBOに続く王座獲得に失敗した。
2015年5月16日、WBAは最新ランキングを発表し、上述のマクドネル戦に敗れた亀田をWBA世界バンタム級4位にランクインした。
2015年9月6日、テキサス州コーパスクリスティのアメリカン・バンク・センターにてアンソニー・ディレル対マルコ・アントニオ・ルビオの前座でWBA世界バンタム級王者ジェイミー・マクドネルとダイレクトリマッチで再戦し、序盤から終盤にかけて接戦となる展開が続いたが、12回にバランスを崩す形でダウンを奪われ、12回0-3（111-116、112-115、110-117）の判定負けを喫し王座獲得に失敗、4ヵ月ぶりの再戦で借りを返せなかった。

#### 日本復帰
2016年10月7日、協栄ボクシングジムへ移籍。
2017年3月10日、後楽園ホールでIBF世界スーパーバンタム級6位のマイク・タワッチャイと55.8kg契約10回戦を行い、10回3-0（100-90、100-88、99-90）の判定勝ちを収めた。
2017年7月10日、後楽園ホールで元WBCインター・スーパーフライ級シルバー王者のイバン・モラレスと56kg契約10回戦を行い、10回3-0（100-90、100-90、99-91）の判定勝ちを収めた。
2018年8月16日、後楽園ホールで行われた世界戦終了後にリングインして新王者テレンス・ジョン・ドヘニーに対戦をアピールしたため、同月21日にJBCへ陣営が謝罪した。
2018年11月12日、後楽園ホールで行われた「TOKYO FIGHT CLUB vol.3」にてWBCスーパーバンタム級1位のアビゲイル・メディナとWBC世界スーパーバンタム級暫定王座決定戦を行い、3-0（116-112、117-111×2）の判定勝ちを収めて暫定王座獲得に成功した。
2019年7月13日、カリフォルニア州カーソンの ディグニティ・ヘルス・スポーツ・パーク・テニスコートでWBC世界スーパーバンタム級正規王者で、先述のようにアマチュア時代に唯一の敗北を喫したレイ・バルガスとWBC同級団体内王座統一戦を行い、12回にレフェリーのブレイク後にパンチを放つ反則で減点1を取られ、12回0-3（110-117×3）で判定負けを喫し団体内王座統一に失敗、暫定王座からも陥落した。この試合はDAZNにて生配信された。
2019年12月10日、日刊スポーツの取材で、プロ活動休止となる休会届を提出した協栄ジムから離れ、国内所属先を決めずフリーで活動する方針であることが分かった。しかし、12日にサンケイスポーツによって3月26日付で契約解除していたことが報道された。すなわち7月に米国で行われた王座統一戦にはJBC管轄外として出場していたことになる。

#### 3150ファイトクラブ
2021年3月1日、兄・興毅が同日に大阪市西成区に開設したジム「3150ファイトクラブ」所属となることが公表された。
2021年5月22日、176BOXで再起戦として三宅寛典と対戦。5回にダウンを喫したが、8回3-0（78-73×2、79-73）で判定勝ちを収め、再起に成功した。
2021年8月、拠点をラスベガスに移し、TMKプロモーションと契約。
2021年12月11日、メキシコ・ソノラ州エルモシージョにてWBA世界スーパーバンタム級5位として、同級10位ヨンフレス・パレホとの同級王座次期挑戦者決定戦に臨み、3-0（116－112、116－112、114－113）判定で勝利し、スーパー王者ムロジョン・アフマダリエフへの挑戦権を得た。この試合には3150ファイトクラブではなくTMKプロモーション所属として出場し、試合の模様はYouTube「亀田和毅チャンネル」で生配信された。
2022年3月付で3150ファイトクラブと契約解除。

#### 独立
2022年4月22日、元3150ファイトクラブトレーナーの西山一志が4月1日に兵庫県西宮市に開設した「TRY BOX 平成西山ジム」所属となることが公表された。同時に生活拠点も家族とともにメキシコから日本に戻した。
2022年7月30日、神戸市立中央体育館にてウィリアム・エンカルナシオン（ドミニカ共和国）と対戦。4回に3度のダウンを奪い2分35秒KO勝ちを収め、移籍後の初戦を白星で飾った。
2022年12月27日、地元の西成区にTMK GYMを設立。自身がオーナーに就任し、会長（クラブオーナー）には元協栄ジム会長の金平桂一郎が就任することも発表された。
2023年2月25日、ATCホールにてWBA世界スーパーバンタム級13位のルイス・カスティージョと対戦し、5回TKO勝ちを収めた。
2023年10月7日、大田区総合体育館にてフェザー級転向後の初戦としてIBF世界同級8位のレラト・ドラミニとIBF世界同級2位決定戦を行い、12回1-2（115-113、112-116×2）の判定負けを喫し、フェザー級の初戦は黒星という結果となった。
2024年1月25日、2024年3月31日にドラミニとダイレクトリマッチで再戦することが発表された。しかし、3月15日に、ドラミニとの再戦にはIBF世界フェザー級挑戦者決定戦であることが付帯条件だったが、当時IBF世界同級1位で指名挑戦者だった阿部麗也が再戦発表から約1ヶ月後の2024年3月2日にアメリカで行われた王者のルイス・アルベルト・ロペスとのタイトルマッチで敗北し王座獲得に失敗、IBF世界同級1位が空位となったことでIBFが同級2位のドラミニと同級3位のアーノルド・ケガイとのIBF世界同級挑戦者決定戦を指令、ドラミニがその指令に従い和毅との再戦を拒否し試合が消滅、代役としてWBOスーパーバンタム級ユース王者のケビン・ビジャヌエバが出場することが発表された。また、同時に前座でマッチルーム・ボクシングとの共同開催で行われる予定だったプライズファイターミドル級トーナメントも延期となったことで、同興行はABEMAのPPVで配信される予定だったが無料配信に急遽変更される事態となった。
2024年3月31日、名古屋国際会議場にてケビン・ビジャヌエバとノンタイトル10回戦で対戦し、5回終了時にビジャヌエバが棄権したためTKO勝ちを収め再起に成功、フェザー級初勝利となった。
2024年8月24日、大和アリーナにてIBF世界フェザー級挑戦者決定戦としてIBF世界同級2位のレラト・ドラミニと10ヶ月ぶりの再戦を行い、5回中にドラミニからダウンを奪い12回2-1（113-114、116-111、114-113）の僅差の判定勝ちを収め雪辱を果たすと共にIBF世界同級王者のアンジェロ・レオへの挑戦権獲得に成功した。本来ドラミニは先述した通り当時IBF世界同級3位だったアーノルド・ケガイと挑戦者決定戦を行う予定だったが、ケガイが試合をキャンセルしたため和毅がIBF世界同級3位に浮上し再戦の機会を得た。

## 人物
- 名前の由来は、父・史郎が三兄弟に「興大和（やまとをおこす）」の願いをこめて、三男には「和」の文字を使って命名し、「とも（き）」と読ませている[73]。
- 亀田三兄弟の1番下の弟として注目される。予てより長男の興毅と次男の大毅は「兄弟の中で、一番才能があるのは和毅」と語っている。
- 4歳の時、日本テレビの番組『はじめてのおつかい』の撮影を受けたことがある。工事現場で働いていた父親に弁当箱を届けたもののオンエアはされなかった。のちに和毅を取材した事をスタッフが気付き、2014年1月13日の同番組で18年ぶりに公開された。
- 2015年10月18日に、メキシコ人女性と結婚[74]。妹の亀田姫月を除く亀田三兄弟共に既婚者となる。2020年5月に長男が誕生[75]。2024年4月2日、第二子の男児が誕生[76]。
- 日本人選手として初めてWBO世界王者となった[20]。

## JBC職員からの虚偽提訴
2014年2月6日、JBC職員が亀田和毅らに監禁や暴行をされたと主張し、監禁・暴行されたとするJBC職員3人のうちの1人が興毅、和毅、亀田ジム関係者2人の計4人を相手取り、1000万円の損害賠償を求める訴訟を東京地方裁判所に提訴したが、以下のように虚偽と認定され亀田和毅が勝訴した。
JBC職員は「2013年に行われた亀田大毅とロドリゴ・ゲレロとの間で行われたIBF世界スーパーフライ級王座決定戦の試合前記者会見後、ゲレロ陣営が日本製のグローブではなくカナダ製のグローブの使用を決めたことに不満を持った亀田興毅、和毅と亀田ジム関係者2人がJBC職員が会見室から退室するのを妨害し、報道関係者を会場外に出し、JBC職員3人を残して全ての扉を閉め、興毅から「おかしいじゃないか」と脅され、外に出ようとしたところ和毅から首などを数回小突かれるといった暴行や恫喝をされて精神的苦痛を受けた」と主張とした。
2014年4月2日、亀田側は、「名誉を傷つけられた」としてJBC職員に計約3200万円の損害賠償を求め、東京地裁に反訴した。
2015年9月30日、東京地裁はJBC職員の訴えを棄却し、JBC職員が亀田和毅、興毅らに対し名誉を毀損したとして、計320万円の支払いを命じた。亀田側は、裁判では撮影した映像を証拠として提出し、判決では、亀田側が「終始敬語を用いて発言しており、大声を出したり凄んでみせるなどの言動はない」とし、暴行、監禁はなかったと認定し、その上で、虚偽の事実の公表で名誉が傷ついたとする亀田側の主張も認めた。2016年2月15日付でJBC職員側が控訴を取り下げたため亀田側の勝訴が確定した。
なお、暴行記事を書いたフリージャーナリストの片岡亮についても、名誉毀損により東京地裁に提訴していた。2016年1月27日に東京地裁は、暴行記事によって名誉を毀損したと認定し、フリージャーナリストに対し亀田側に300万円を支払う判決を言い渡し、判決が確定したことを亀田側の弁護士が発表した。

## 戦績
- アマチュアボクシング：30戦 27勝 (10KO･RSC) 1敗 1分 1無効試合
- プロボクシング：47戦 42勝 (23KO) 5敗

| 戦           | 日付           | 勝敗 | 時間     | 内容    | 対戦相手                     | 国籍             | 備考                                                        |
| ------------ | -------------- | ---- | -------- | ------- | ---------------------------- | ---------------- | ----------------------------------------------------------- |
| 1            | 2008年11月21日 | ☆    | 2R 2:08  | KO      | アレハンドロ・モレノ         | メキシコ         | プロデビュー戦                                              |
| 2            | 2008年12月8日  | ☆    | 2R 1:33  | KO      | アドリアン・ラミレス         | メキシコ         |                                                             |
| 3            | 2009年1月24日  | ☆    | 3R 0:36  | TKO     | ヴィンセント・ペレス         | メキシコ         |                                                             |
| 4            | 2009年2月6日   | ☆    | 2R 2:14  | TKO     | アルツロ・デルガド           | メキシコ         |                                                             |
| 5            | 2009年3月14日  | ☆    | 2R 1:38  | TKO     | アンドレス・トーレス         | メキシコ         |                                                             |
| 6            | 2009年4月11日  | ☆    | 4R       | 判定3-0 | アライン・ロペス             | メキシコ         |                                                             |
| 7            | 2009年5月30日  | ☆    | 4R 0:42  | TKO     | 雲林龍広（勝又）             | 日本             |                                                             |
| 8            | 2009年6月26日  | ☆    | 3R 2:08  | TKO     | アレハンドロ・ドトール       | メキシコ         |                                                             |
| 9            | 2009年8月6日   | ☆    | 4R 0:43  | TKO     | マルコ・アントニオ・チェバレ | メキシコ         |                                                             |
| 10           | 2009年9月5日   | ☆    | 3R 2:00  | TKO     | ヘスス・ペリバン             | メキシコ         |                                                             |
| 11           | 2009年11月27日 | ☆    | 8R       | 判定3-0 | マルロン・マルケス           | ニカラグア       |                                                             |
| 12           | 2010年1月16日  | ☆    | 3R 1:53  | KO      | ロドルフォ・ガライ           | メキシコ         | FECARBOXバンタム級王座決定戦                                |
| 13           | 2010年4月30日  | ☆    | 3R 1:36  | TKO     | ナルシソ・ララ               | メキシコ         | FECARBOX防衛1                                               |
| 14           | 2010年5月29日  | ☆    | 10R      | 判定3-0 | ハビエル・ロドリゲス         | メキシコ         | CABOFEバンタム級王座決定戦                                  |
| 15           | 2010年7月10日  | ☆    | 10R      | 判定3-0 | アルツロ・カマルゴ           | メキシコ         | WBCインターコンチネンタルスーパーバンタム級ユース王座決定戦 |
| 16           | 2010年8月28日  | ☆    | 10R      | 判定2-1 | シュテファーヌ・ジャモエ     | ベルギー         | WBCユース・世界バンタム級タイトルマッチ                     |
| 17           | 2010年12月26日 | ☆    | 3R 2:12  | TKO     | ピチッチャイ・ツインジム     | タイ             |                                                             |
| 18           | 2011年2月19日  | ☆    | 12R      | 判定3-0 | ヘルマン・メラス             | メキシコ         | NABF北米バンタム級王座決定戦                                |
| 19           | 2011年5月7日   | ☆    | 10R      | 判定3-0 | ネイサン・ボルシオ           | フィリピン       |                                                             |
| 20           | 2011年7月8日   | ☆    | 10R      | 判定3-0 | ボーイ・ドンディー・プマール | フィリピン       | WBCユース防衛1                                              |
| 21           | 2011年10月15日 | ☆    | 7R 1:06  | TKO     | ヘスス・セハ                 | メキシコ         |                                                             |
| 22           | 2011年12月7日  | ☆    | 7R 1:23  | KO      | エデュアルド・ガルシア       | メキシコ         |                                                             |
| 23           | 2012年4月26日  | ☆    | 10R 終了 | TKO     | ハイロ・エルナンデス         | メキシコ         | WBC世界バンタム級シルバー王座決定戦                         |
| 24           | 2012年8月19日  | ☆    | 10R      | 判定3-0 | モニコ・ローレンテ           | フィリピン       |                                                             |
| 25           | 2012年10月27日 | ☆    | 5R 1:18  | TKO     | ハビエル・フランコ           | メキシコ         |                                                             |
| 26           | 2012年12月4日  | ☆    | 4R 1:18  | TKO     | レイ・ラス・ピーニャス       | フィリピン       |                                                             |
| 27           | 2013年3月9日   | ☆    | 6R 0:36  | KO      | ノルディ・マナカネ           | インドネシア     |                                                             |
| 28           | 2013年8月1日   | ☆    | 12R      | 判定3-0 | パウルス・アムブンダ         | ナミビア         | WBO世界バンタム級タイトルマッチ                             |
| 29           | 2013年12月3日  | ☆    | 12R      | 判定3-0 | イマヌエル・ナイジャラ       | ナミビア         | WBO防衛1                                                    |
| 30           | 2014年7月12日  | ☆    | 7R 1:35  | KO      | プンルアン・ソー・シンユー   | タイ             | WBO防衛2                                                    |
| 31           | 2014年11月1日  | ☆    | 12R      | 判定2-1 | アレハンドロ・エルナンデス   | メキシコ         | WBO世界バンタム級王座統一戦 WBO防衛3                        |
| 32           | 2015年5月9日   | ★    | 12R      | 判定0-3 | ジェイミー・マクドネル       | イギリス         | WBA世界バンタム級タイトルマッチ                             |
| 33           | 2015年9月6日   | ★    | 12R      | 判定0-3 | ジェイミー・マクドネル       | イギリス         | WBA世界バンタム級タイトルマッチ                             |
| 34           | 2016年10月16日 | ☆    | 1R 1:17  | KO      | エドガル・マルティネス       | メキシコ         |                                                             |
| 35           | 2017年3月10日  | ☆    | 10R      | 判定3-0 | マイク・タワッチャイ         | タイ             |                                                             |
| 36           | 2017年7月10日  | ☆    | 10R      | 判定3-0 | イバン・モラレス             | メキシコ         |                                                             |
| 37           | 2018年5月5日   | ☆    | 10R      | 判定3-0 | ダニエル・ノリエガ           | メキシコ         |                                                             |
| 38           | 2018年11月12日 | ☆    | 12R      | 判定3-0 | アビゲイル・メディナ         | スペイン         | WBC世界スーパーバンタム級暫定王座決定戦                     |
| 39           | 2019年7月13日  | ★    | 12R      | 判定0-3 | レイ・バルガス               | メキシコ         | WBC世界スーパーバンタム級王座統一戦                         |
| 40           | 2021年5月22日  | ☆    | 8R       | 判定3-0 | 三宅寛典（ビックA）          | 日本             |                                                             |
| 41           | 2021年12月12日 | ☆    | 12R      | 判定3-0 | ヨンフレス・パレホ           | ベネズエラ       | WBA世界スーパーバンタム級挑戦者決定戦                       |
| 42           | 2022年7月30日  | ☆    | 4R 2:35  | KO      | ウィリアム・エンカルナシオン | ドミニカ共和国   |                                                             |
| 43           | 2023年2月25日  | ☆    | 5R 1:18  | TKO     | ルイス・カスティージョ       | メキシコ         |                                                             |
| 44           | 2023年10月7日  | ★    | 12R      | 判定1-2 | レラト・ドラミニ             | 南アフリカ共和国 | IBF世界フェザー級2位決定戦                                  |
| 45           | 2024年3月31日  | ☆    | 5R 終了  | TKO     | ケビン・ビジャヌエバ         | メキシコ         |                                                             |
| 46           | 2024年8月24日  | ☆    | 12R      | 判定2-1 | レラト・ドラミニ             | 南アフリカ共和国 | IBF世界フェザー級挑戦者決定戦                               |
| 47           | 2025年5月24日  | ★    | 12R      | 判定0-2 | アンジェロ・レオ             | アメリカ合衆国   | IBF世界フェザー級タイトルマッチ                             |
| テンプレート |                |      |          |         |                              |                  |                                                             |

## 獲得タイトル

### アマチュア
- 2007年 バンタム級グアンテス・デ・オロ（ゴールデングローブ） 準優勝
- 2008年 バンタム級プーニョス・デ・オロ 優勝

### プロ
- FECARBOXバンタム級王座
- CABOFEバンタム級王座
- WBCインターコンチネンタルスーパーバンタム級ユース王座
- WBC世界バンタム級ユース王座
- NABF北米バンタム級王座
- WBCバンタム級シルバー王座
- WBO世界バンタム級王座（防衛3=返上）
- WBC世界スーパーバンタム級暫定王座（防衛0）